# Nikolaï Beketov
Pour les articles homonymes, voir Beketov.
Nikolaï Nikolaïevitch Beketov (en russe : Николай Николаевич Бекетов), né le 1er janvier 1827 (13 janvier dans le calendrier grégorien) à Saint-Pétersbourg et mort le 13 décembre 1911 dans la même ville, est un physicien et chimiste russe. 

## Carrière
Après avoir étudié à l'université de Kazan, il travaille en 1849 avec Nikolaï Zinine. En 1855, il est assistant au département de chimie de l'université de Kharkov, il y enseigne de 1859 à 1886.
En 1886, Beketov devient membre de l'Académie des sciences de Saint-Pétersbourg en 1886.
Beketov découvre le déplacement des métaux dans des solutions contenant leurs sels sous l'action de l'hydrogène
C'est le frère du botaniste Andreï Beketov et le grand-oncle du poète Alexandre Blok.

## Hommage
Un cratère lunaire porte aujourd’hui son nom.